# أندريه كوزلوف
أندريه كوزلوف (بالروسية: Козлов, Андрей Андреевич)‏ (و. 1965 – 2006 م) هو اقتصادي، ومصرفي من روسيا، والاتحاد السوفيتي، ولد في موسكو، توفي في موسكو، عن عمر يناهز 41 عاماً.

## التعليم
تعلم في الجامعة المالية التابعة لحكومة الاتحاد الروسي.